# Клеменс фон Метерних
Клеменс Венцел Непомук Лотар фон Метерних-Винеберг-Байлщайн (на немски: Klemens Wenzel Nepomuk Lothar von Metternich-Winneberg-Beilstein) е австрийски политик, сред най-влиятелните фигури в европейската политика през първата половина на 19 век.

## Биография
Метерних е роден в Кобленц в семейство от дребната аристокрация. Дипломатическата му кариера започва, след като през 1795 се жени за внучката на австрийския канцлер Венцел фон Кауниц. Не след дълго е назначен за посланик на Австрия в Берлин, а през 1806 - в Париж. След поражението на Австрия от Наполеон Бонапарт през 1809 Метерних става външен министър и първоначално следва профренска политика, като организира женитбата на Наполеон за Мария Луиза Австрийска, дъщеря на император Франц II.
След поражението на Наполеон в Русия през 1812, Метерних се опитва да посредничи между воюващите страни, като в крайна сметка преминава на страната на победителите и се включва във войната срещу Франция. Той е ключов участник в преговорите по време на Виенския конгрес през 1815 и е сред инициаторите и основен поддръжник на създадената посредством Свещения съюз след него система на международните отношения в Европа, известна като равновесие на силите.
През следващите десетилетия Метерних управлява пълновластно Австрия и става известен като поддръжник на статуквото на континента. Той се противопоставя на либералните движения, както в Австрийската империя, така и в останалите страни. По време на Революцията от 1848 сред основните искания на тълпите във Виена е неговото отстраняване. На 13 март 1848 г., Метерних подава оставка и заминава със семейството си в Англия. Три години по-късно той се завръща и, без да заема официален пост, става един от близките съветници на император Франц Йосиф.